# Sindrome di Morquio
La sindrome di Morquio (mucopolisaccaridosi IVA) è una malattia genetica a trasmissione autosomica recessiva, caratterizzata da displasia sistemica delle ossa, dovuta alla carenza di un enzima responsabile della degradazione dei glicosaminoglicani.
Questa malattia è una mucopolisaccaridosi e fa parte dell'eterogeneo gruppo delle malattie da accumulo lisosomiale.
Deve il suo nome al medico uruguaiano Luis Morquio.

## Eziopatogenesi
La malattia è dovuta alla carenza, geneticamente determinata, dell'enzima N-acetilgalattosamina-6-solfato solfatasi (GALNS), necessario per la degradazione del cheratan solfato (KS) e della condroitina 6-solfato (C6S), due componenti della cartilagine. Nei soggetti affetti queste sostanze si accumulano nei lisosomi determinando un'alterazione nello sviluppo osseo. Si tratta di una malattia rara: in uno studio condotto in Australia è stata calcolata un'incidenza (numero di nuovi casi affetti per anno) di uno su 640000 nati vivi.

## Sintomatologia
La malattia si manifesta a 2-4 anni circa, con un ritardo sostanziale di sviluppo psicofisico. Questi disturbi si intensificano in età scolare, quando il bambino presenta statura molto bassa (anche da adulto non supera i 120-140 cm di altezza), intelligenza nella norma, proporzioni disarmoniche del corpo, malformazioni scheletriche (cifosi), facies lunare, epatosplenomegalia e patologie congenite dell'occhio, quali opacità corneali, cataratta, congiuntivite cronica ed altre, sino alla cecità nei casi più severi. Tipica anche l'abnorme quantità di massa muscolare flaccida, specie su busto e arti superiori. Non infrequenti i disturbi della deambulazione sino all'impossibilità di camminare, il deficit uditivo fino alla sordità e la vulnerabilità alle infezioni virali. Spesso questa malattia rende più suscettibili ad alcuni tipi di neoplasie.

## Diagnosi e prevenzione
La malattia può essere già riconosciuta quando l'individuo deve ancora nascere. Non vi sono particolari cautele che le future mamme devono adottare per evitare la malattia, ma è meglio che le donne fumatrici riducano la loro attività, specie durante il quinto e sesto mese.

## Terapia
Al momento attuale, la terapia della sindrome è prevalentemente sintomatica e palliativa. In molti centri è utilizzato il trapianto di midollo osseo, sulla cui utilità, però, non vi è un consenso generale.
Un nuovo farmaco per la terapia della sindrome, l'elosulfase alfa, è stato approvato a febbraio 2014 dalla Food and Drug Administration, l'agenzia statunitense per i farmaci. Lo stesso farmaco è stato successivamente approvato anche dall'agenzia europea del farmaco (Agenzia europea per i medicinali, EMA).

## Prognosi
Nonostante molti individui si sentano relativamente bene durante il decorso patologico, la prognosi è purtroppo infausta: la morte può sopraggiungere subito, provocando un decesso fetale ed un conseguente aborto. Negli altri casi, i pazienti difficilmente superano i 30-40 anni di età e decedono in età molto giovane, mediamente a 25 anni circa.